# Magistrale bereiding

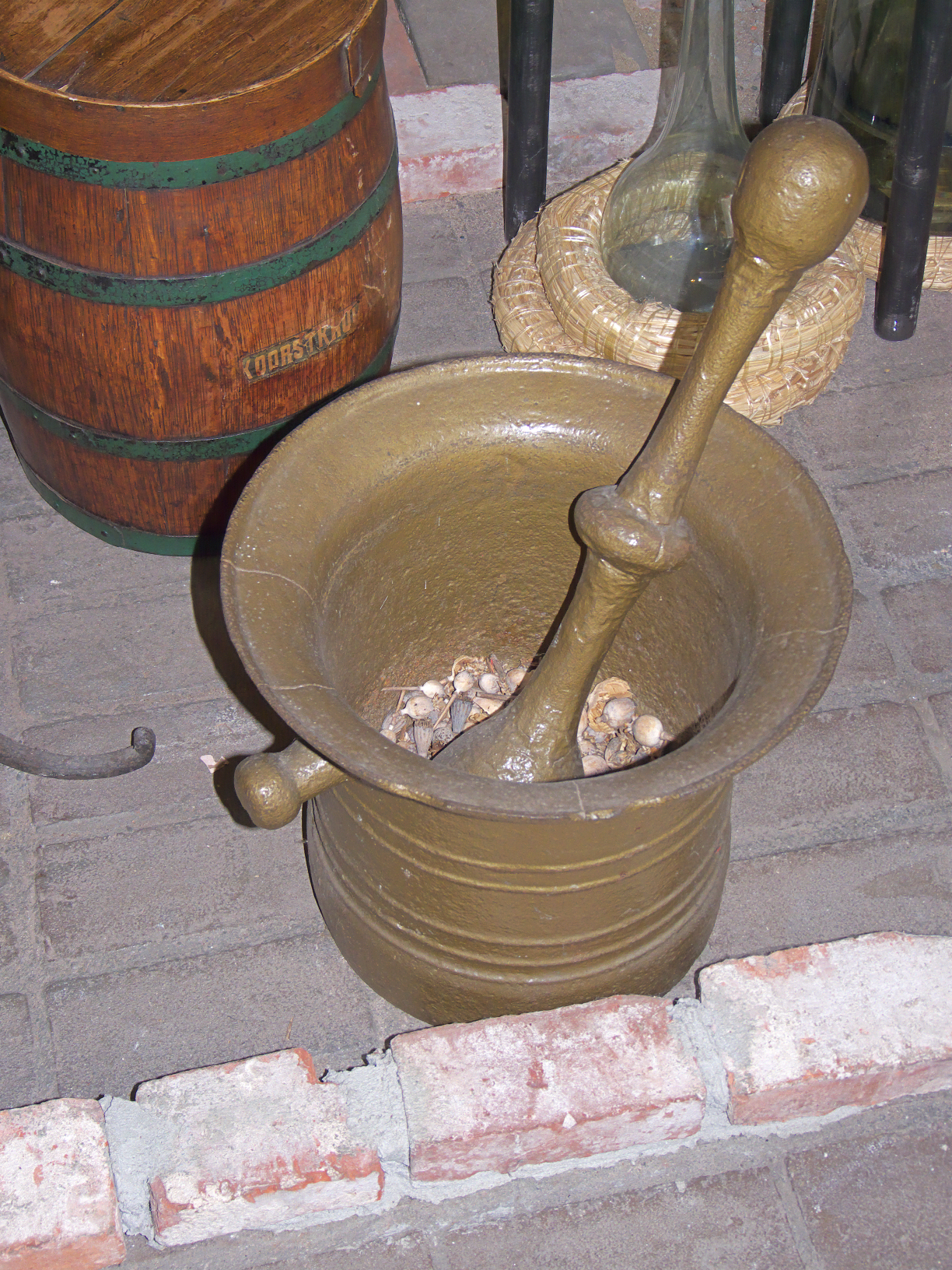
Vijzel gebruikt bij het bereiden van geneesmiddelen

Magistrale bereiding is de aanduiding voor het bereiden van geneesmiddelen in de apotheek, dus niet het verstrekken van voorverpakte medicijnen gekocht bij een fabrikant, maar het "ouderwetse" handwerk (door een bekwame arts zelf voorgeschreven werkzame bestanddelen). Dit wordt steeds zeldzamer. In 2017 kreeg minder dan 20% van de 2.100 apotheken in Nederland een vergoeding voor magistrale bereiding.
De term vindt zijn oorsprong in de titel magister; dus bereid volgens de kunde van een magister, een middeleeuwse alchemist die, volgens de legende, de steen der wijzen zocht om daarmee goud te kunnen vervaardigen. 
Bij de moderne geneesmiddelenbereiding gaat het vooral nog om sommige crèmes en zalven met bijzondere of ongebruikelijke ingrediënten. Het zelf persen van tabletten of het rollen van pillen is verleden tijd. Soms worden nog capsules gevuld met tot poeder gebrachte mengsels van werkzame stoffen. 
Een vorm van magistrale bereiding die nog wel belangrijk is, is die waarbij middelen niet verkrijgbaar zijn in een vorm of sterkte waarin ze aan de patiënt kunnen worden toegediend. Bijvoorbeeld als deze niet meer kan slikken en een maagsonde heeft, moeten de middelen worden fijngemaakt of opgelost om door de sonde te kunnen worden gegeven. Hierbij gaat het echter vaak om het fijnmaken van kant-en-klare middelen, niet om het mengen van grondstoffen, de zogenaamde simplicia.
Traditioneel bestond een belangrijk deel van de deskundigheid van de apotheker uit de kennis van deze bereidingen, welke stoffen elkaar wel en niet verdragen, welke zalfbases hoeveel van allerlei stoffen kunnen opnemen zonder te gaan schiften, etcetera. Het was vroeger ook niet ongewoon voor (huis)artsen om hun eigen preparaten voor te schrijven, gemengd volgens eigen inzicht van de arts. Artsen kregen daarvoor colleges recepteerkunde, waarin werd onderwezen hoe een recept opgeschreven hoorde te worden, met vele Latijnse afkortingen.

## Doorleveren van magistrale bereidingen in Nederland
In het begin van de eenentwintigste eeuw werd het gebruikelijk in diverse Europese landen, dat apotheekbereidingen werden doorgeleverd zonder dat deze waren geregistreerd. In Nederland poogde de nieuwe Geneesmiddelenwet daar paal en perk aan te stellen, maar de doorleveringen gingen gewoon door. Op 15 juli 2015 wees het Europese Hof vonnis in een zaak tegen de Zweedse producent Abcur. Hierin werd uitgesproken dat het doorleveren van dergelijke producten is verboden.

## Zelf bereiden van magistrale bereidingen in Nederland
In een vonnis van 7 juli 2020 besliste het College van Beroep voor het bedrijfsleven dat ook als er een geregistreerd preparaat staat ingeschreven, de magistrale bereiding mag doorgaan.